# Nguyễn Khả Trạc
Nguyễn Khả Trạc (chữ Hán: 阮可濯, 1598-1672), tên thật Nguyễn Văn Trạc (阮文濯), là người đỗ Đệ tam giáp đồng Tiến sĩ. Ông theo Nho học, sau làm quan đến chức Công bộ thượng thư, tước Hầu thời Lê trung hưng

## Cuộc đời

### Thi cử
Nguyễn Khả Trạc xuất thân trong dòng họ Nguyễn Khả có tiếng tăm nhất trong làng Mai Dịch, cầu giấy, Hà Nội. Hiện ở xóm Thị vẫn còn nhà thờ ông, còn lưu 14 đạo sắc phong chức tước cho ông và bức hoành phi "Liêm Quận công". Nhà thờ đã được xếp hạng Di tích lịch sử văn hóa. Tên ông được đặt cho đường phố Hà Nội.
Ông sinh năm Mậu Tuất (1598) tại làng Mai Dịch, huyện Từ Liêm, Hà Nội. Theo gia phả ghi lại thì trước ngày sinh ông, thân mẫu nằm mơ thấy hàng tổng đến giúp đỡ đắp nền nhà nên khi sinh ra đặt tên húy là Nền, tự Văn Trạc. Ngoài ra ông còn tên tự nữa là Đôn Nghiêm.
Ông vốn sinh ra trong gia đình có học, được cha kèm cặp dạy dỗ, năm 24 tuổi đã đỗ Quốc Tử Giám, giám sinh. Khi đang học ở Quốc Tử Giám, ông được điều vào cung thuyết giảng.
Năm Đức Long thứ 3 mở khoa thi, lúc ấy ông trạc 33 tuổi ứng thí và đỗ Đệ tam giáp đồng Tiến sĩ xuất thân. Khoa thi này hiện còn bia dựng ở Văn Miếu.

### Làm quan
Kể từ khi đỗ tiến sĩ cho đến lúc về nghỉ hưu ông đã trải nhậm những chức vụ sau: Cần Chánh sự lang Hải Dương - Đạo giám ngự sử.
Năm Đức Long thứ 6 (1634), ông lại được bổ nhiệm làm Mậu lâm lang đẳng xứ Nghệ An, Thanh hình Hiến sát sứ ti hiến sát. Theo sách Từ Liêm đăng khoa lục, khi giữ chức Hiến sát ở Nghệ An, ông đã thẳng tay trừng trị bọn tuần nha ở Biện Sơn, làm nhiều điều hà nhũng, được triều đình và phủ chúa hài lòng khen ngợi.
Năm Dương Hòa thứ 5 (1639), ông lại được thăng Mậu lâm lang – Đề hình hiến sát Ngự sử. Sau đó ông được phong Hoằng tín đại phu. Năm Dương hòa thứ 8 lại được phong Hoằng tín đại phu Thái bộc tự khanh (1642).
Dự bồi tụng phụng sai, bồi thị tham nghị quân vụ cấp đốc thị, có công được triều thần bàn luận.
Năm Dương Hòa thứ 8 (1642), một lần nữa lại được thăng đặc tiến Kim tử vĩnh lộc đại phu thái bộc tự khanh diễn thọ tử, Tả trị thượng khanh. Năm Phúc Thái thứ 3 (1645), triều vua Lê Chân Tông, theo tiến cử của Tả tướng thái úy Tây quốc công Trịnh Tạc, được chúa Trịnh Thanh Đô Vương ưng chuẩn và tâu lên nhà vua sắc phong cho ông làm Hộ bộ hữu thị lang, tước Diễn Thọ bá, Trụ quốc trung trật.
Giám thí khoa thi hội năm Nhâm Thìn (1652), khoa thi này diễn ra nghiêm túc đạt kết quả tốt ông được khen là người có trí tuệ năng lực. Năm Thịnh Đức thứ nhất (1653) ông lại được thăng từ Hộ bộ hữu thị lang lên Lại bộ tả thị lang, tước Diễn Thọ bá.
Năm 1655, ông làm tham nghị quân vụ trong quân của Thái bảo Khê quận công Trịnh Trượng, khi đó lĩnh ấn nguyên soái cầm quân đánh chúa Nguyễn ở đàng trong.
Thịnh Đức năm thứ 4 (1656) ông được giữ chức Binh bộ tả thị lang bồi tụng. Trong năm này ông đã đi cùng chúa Trịnh Tráng đến thăm cảnh chùa Láng – một thắng cảnh ở sát kinh thành Thăng Long. Vâng ý Chúa, ông đã soạn bài văn bia tạo lệ Chiêu Thiền tự (Chùa Láng). Văn bia này đã được chép vào tuyển tập văn bia Hà Nội. Thịnh Đức năm thứ 5 (1657) lại được thăng chức Ngự sử và tước Diễn Thọ Hầu. Khi thăng chức này, triều đình và phủ chúa khen ông là người làm khá, được vua Lê Thần Tông ban tặng chữ Khả, và tên ông cũng đổi tên từ Nguyễn Văn Trạc thành Nguyễn Khả Trạc bắt đầu từ đó.
Lễ bộ tả thị lang Diễn Thọ hầu.

### Hưu trí
Năm Cảnh Trị thứ 3 (1665) triều vua Lê Huyền Tông, vì tuổi già yếu ông đã dâng sớ xin về trí sĩ, triều đình và phủ chúa xét thấy ông từ khi đỗ tiến sĩ khoa Tân Mùi (1631) trải nhậm các chức ngoài trấn trong kinh, lại dự bồi tụng tham nghị sự vụ mọi công việc đều hoàn thành nên gia thăng Công bộ thượng thư Liêm quận công trụ quốc thượng trật. Khi ông về hưu, các quan đồng liêu, đồng triều từ tể tướng đến các vị thượng thư, thị lang các bộ, ngự sử hàn lâm viện,… mở tiệc tiễn. Khi ấy ông có làm một bài thơ tạ từ đại ý nói nhờ ơn tổ tiên, ông cha và thầy nên may mắn được đỗ đạt và được vào triều nói đến công việc đã làm và công lao chủ yếu là của bao người tài giỏi giúp xây đời thái bình, về hưu dưỡng già ngắm cảnh yên vui. Các quan đều làm thơ tiễn, tất cả có đến 60 bài từ tể tướng đến các vị thượng thư, các bộ và các vị khác trong triều đều ca ngợi ông là người có học vấn sâu rộng, cốt cách trung thực, trong sáng, tận tâm với công việc xây đời thịnh trị quốc thái dân an như thời Nghiêu Thuấn ngày xưa vậy. Về hưu ông thường làm vườn và đọc sách, giao tiếp với bạn bè và anh em gần xa. Ông đã có đôi câu đối để khuyên răn con cháu:
Canh độc trì gia vô biệt sảo
Kiệm cần xử kỉ hữu dư năng
Đại ý là: Làm ruộng, học tập, giữ nếp nhà không có gì khéo hơn; tiết kiệm chăm chỉ biết xử sự của mình trong cuộc sống thì rất là hay.
Cũng trong thời gian về hưu, ông có về quê bà vợ hai là con gái quan Phụ quốc thượng tướng Vân quận công ở Vĩnh Lộc. Tại đây ông đã xây dựng cho hai làng Hữu Bằng và Vĩnh Lộc một cái chợ và làm nhiều việc công đức. Ở làng Hữu Bằng đã dựng bia ghi nhận công đức của ông. Cả hai làng đều hậu thờ ông ở đình làng phối hưởng cùng Bản Thổ Đại Vương.
Ông mất năm Nhâm Tý, tháng 8 ngày 9 vào năm Dương Đức thứ 2 (1672), thọ 75 tuổi. Vua Lê Gia Tông và triều thần xúc động tuyên dương công trạng ông, người đã phù giúp lâu dài, trải nhậm nội ngoại các chức lại nhiều lần trong khoa cầm quân đánh giặc, có nhiều công lao đã truy thăng từ bồi tụng Công bộ thượng thư Liêm quận công lên Hộ bộ thượng thư Liêm quận công, Thượng trụ quốc thượng trật. Lại gia phong Thái tử thiếu bảo và ban cho ông tên thụy là Trung Mẫn phủ quân.